# ミニエー銃
- ミニエー銃
- ミニエール銃[注釈 1]

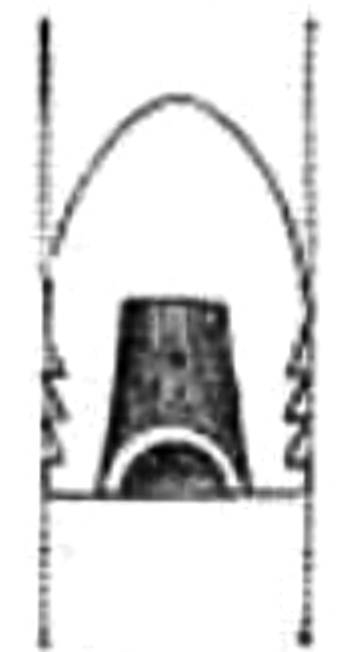
ミニエー弾の断面図、空洞内には半球型の鉄製カップが内蔵されている。銃を発射した時に、このカップが空洞の奥に食い込んでクサビのように作用し、弾丸を拡張させる。

ミニエー銃（ミニエーじゅう、Minié rifle）は、弾丸の空洞内に、弾丸の拡張を助ける役割を持つ鉄製のキャップが挿入されている弾丸を使用したパーカッションロック式（雷管式）の前装式ライフル歩兵銃の総称である。椎の実弾を使うライフル銃としては初期の物で、弾丸は1849年にフランス陸軍のクロード＝エティエンヌ・ミニエー大尉によって開発された。
本来は、滑腔銃身であるマスケット銃にライフリングを刻みこんだもので、ライフルドマスケットとも呼ばれる。従来使用されていたゲベール銃（マスケット銃の一種）の銃身に改修を施す方法で製造される場合もあった。ミニエー弾と呼ばれる独特の弾薬を使用した。

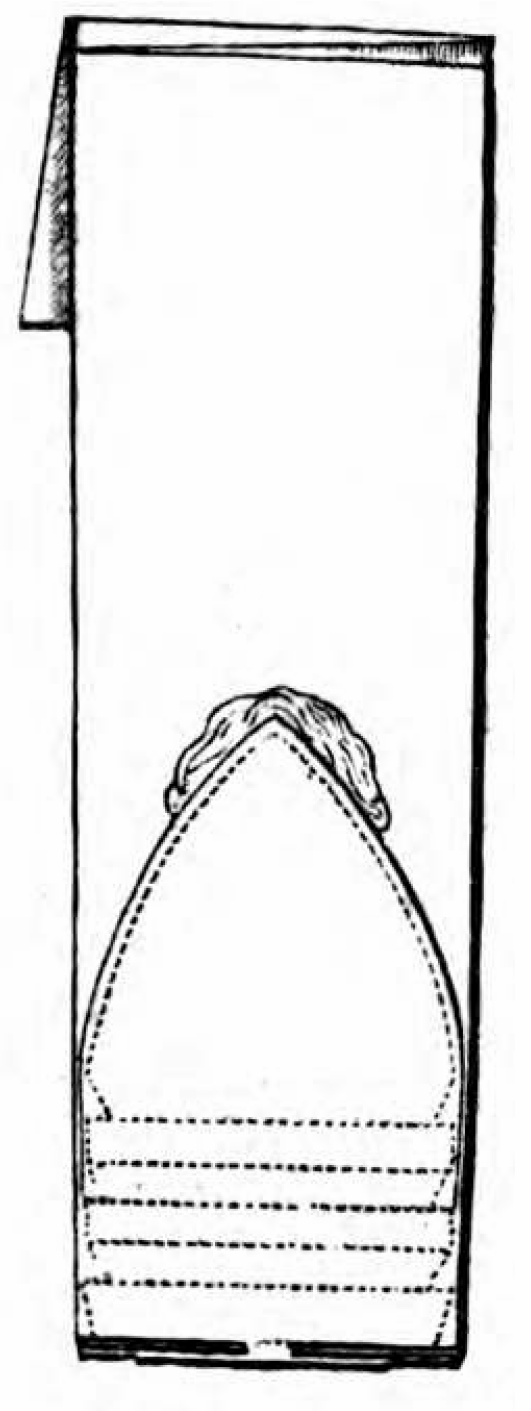
新たな弾薬包(ミニエー式弾薬包)の内部構造。装填方法としては、弾薬包の上の部分を手や口で千切って黒色火薬を銃口から流し込み、弾薬包を反転させ、弾丸が内蔵されている部分を銃口に嵌めて、火薬が入っていた部分の紙を手で千切り取る、そしてラムロッドで弾丸を周囲の紙ごと銃身の奥まで押し込む。

弾丸が充分な回転を持ち弾丸周囲からのガス漏れが防止されたため、飛距離と命中精度が飛躍的に向上した。また装弾が容易となりベイカー銃などの前装ライフル銃に比べて連射能力も向上した。

## ミニエー弾

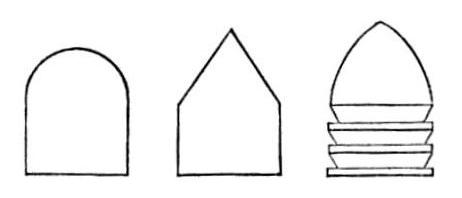
デルヴィーニュが開発した円柱-半球弾（左）及び円柱・円錐弾（中央）。 タミシエはこれに溝を刻むことにより、安定性を向上させたミニエー弾を考案した（右）。

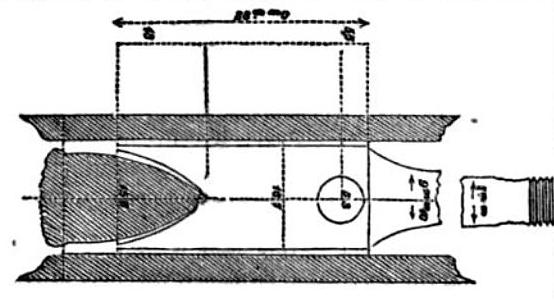
ミニエー弾用の槊杖。弾頭形状を変形させないように、ミニエー弾に合わせた窪みが槊杖先端に設けられている。この槊杖はミニエー銃の前身のステム・ライフル向けに考案された。

1849年のフランスで発明されたミニエー銃の弾丸（ミニエー弾）はドングリ型（椎の実型）の鉛弾（椎の実弾）で、弾丸の円周には溝（タミシエ・グルーヴ）が3条切られて凹凸があり、この凹部にはグリス状の脂を付着させていた。底部は奥深くまで窪んでおり、窪みは半球型の鉄製キャップで埋められている。弾頭とキャップ、火薬はそれまでのマスケット銃の紙製薬莢とは違い、火薬を銃身に注ぎ入れてから弾薬包を反転させ、弾丸を銃身に嵌めて、火薬を内蔵していた部分の紙を手で千切って、弾丸をラムロッドで装填するという装填方法をもつ新たな弾薬包に内蔵されていた。
発射されるまでのミニエー銃の弾丸は銃身の内径より小さい寸法であるために、布片(パッチ)にくるむと銃口内径よりも直径が大きくなる丸玉をライフリングに食い込ませるように装填するヤーゲル銃やベイカー銃と比較して、銃口から弾丸を押し込む際の労力は少なくなった。ミニエー銃の前に登場したライフル銃のブランズウィック銃では、丸玉自体にライフリングに噛み合うベルト状の突起が初めから設けられた特殊弾を用いる事で、ベイカー銃の初弾の装填の困難さの克服を図っていたが、銃口からライフリングが視認しにくい夜間や、銃身内部がひどく汚れてくると次第に装填が難しくなる欠点が依然として存在した。
ミニエー弾は発射時に、火薬の燃焼によって発生するガスの圧力でくぼみの奥深くに押し込まれたキャップがスカートを外側に膨張させると、弾丸周囲の溝の凸部は銃身内のライフルに食い込みながら密着する。この事で圧力の漏れを無くし、ライフルによる回転を弾頭に与える事に成功している。こうした構造により多数の弾を射撃して黒色火薬や鉛弾頭の残渣で内径が狭くなった銃身であっても、比較的再装填は容易であった。また、ミニエー弾以前には薬室底部に丸玉と同じ半球型の窪みを設け、槊杖で丸玉を無理矢理変形させる事で弾頭のライフリングへの密着度向上を期待するアンリ＝ギュスタヴ・デルヴィーニュのデルヴィーニュ・ライフル(1826年採用)や、デルヴィーニュ・ライフルに更なる改良を加え、薬室内部にステム（平頭のピン）を予め設けておく事で、中実の椎の実型弾を装填する際にステムが椎の実型弾の底部をドーム型に変形させ、弾頭のライフリングへの密着度向上を図ったルイ＝エティエンヌ・トーヴナンのトーヴナン・ステム・ライフル（1846年採用）といった発案が存在したが、これらの薬室側に弾頭底部を変形させる何らかの構造を有したマスケット銃は、射撃を重ねて薬室内部に汚れが堆積すると最終的に弾頭底部の変形構造が機能しなくなり、機能回復の為の清掃作業にも大きな困難が伴った。ミニエー弾はフランス陸軍のデルヴィーニュやトーヴナンの発案と戦場で得られた戦訓、その欠点の改良の中でフランソワ・タミシエにより1849年に考案されたものであった。
ミニエー弾頭は1880年代に無煙火薬と弾頭への銅被覆が発明され、小銃の弾頭形状が外部弾道特性に優れた中実のボートテイル構造を採用した尖頭弾が主流となる過程の中で使われなくなっていったが、銃口初速や腔圧が小銃や機関銃程大きくならない散弾銃のフォスター・スラッグ弾や、空気銃のつづみ弾に、2017年現在でもその概念が残されている。また、今日でも鉛を用いて容易に鋳造が可能な弾頭鋳型が販売されており、欧米ではライフルマスケットの実射を楽しむ事は、既に生産されていない金属薬莢の入手や旋盤加工による複製品製造、その形状修正(リサイズ)を含むハンドロードが必須なミニエー銃改造の後装銃や、村田銃などの黒色火薬時代の単発ボルトアクション小銃と比較すれば容易である。ただし、ミニエー銃の口径は公式には.58インチであるが、実際には.585インチから.575インチ程度と銃ごとに銃身内径の個体差が存在する為、良好な集弾率を得る為には銃腔の測定や適切な鋳型の選定が必要である。

## 陸戦に与えた影響

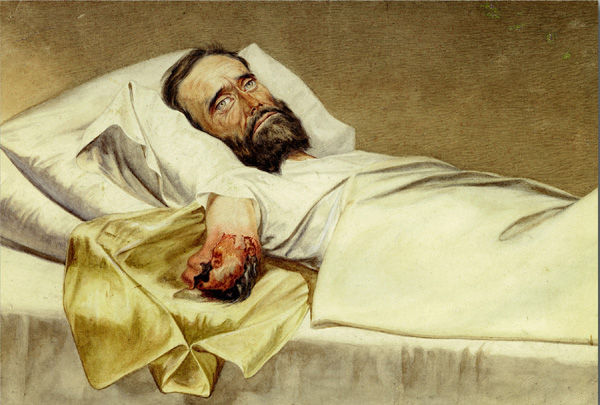
1863年7月4日、南北戦争下のリッチモンドにてライフル・マスケットの弾丸で負傷し捕虜となったケンタッキー第1騎兵連隊の南軍兵。高速で大口径の弾丸を発射できるミニエー銃を含むライフル・マスケットの出現は、手足切断などの悲惨な銃創を傷痍軍人たちにもたらした。

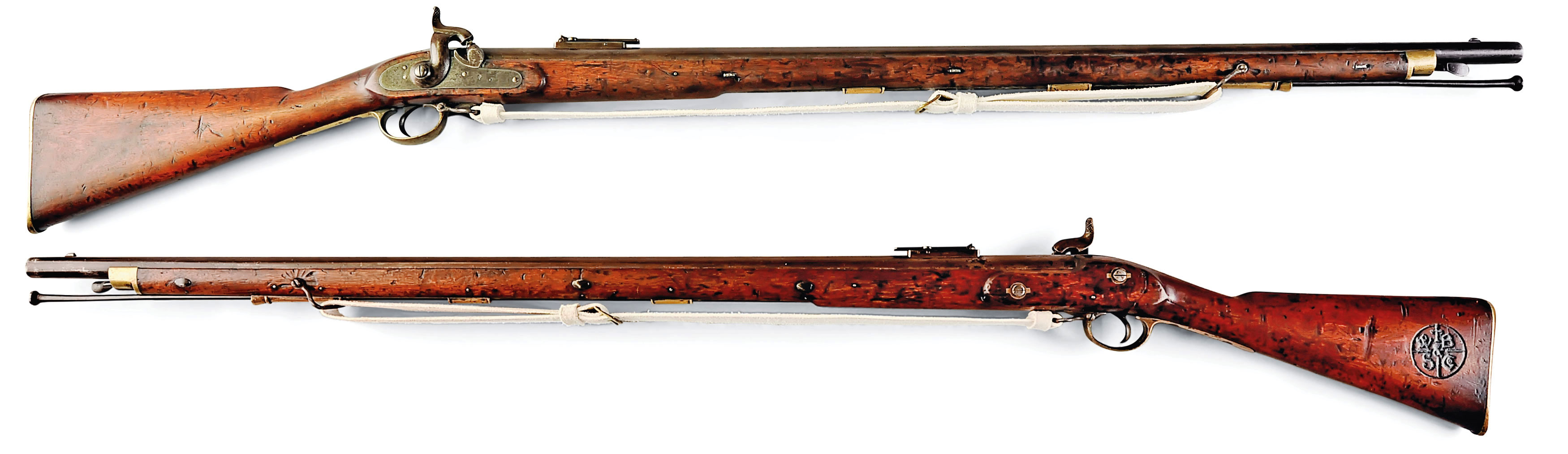
1851年型ライフルマスケット

ミニエー銃は出現当時としては桁外れに強力な銃器であり、イギリスが採用した1851年型ライフルマスケットを例に取れば有効射程は一挙に300ヤード（約270m）とマスケット銃の3〜6倍に延長され、最大射程は1000ヤード（約914m。これは当時の砲の射程にあたる）にもなる。300ヤードにおいての射撃ではかなりの命中率を誇り、精度はさておき、威力での場合ならば、1000ヤード先でも十分に人を殺傷可能であった(この銃は、170年ほども前の銃であるため、仮に新品の、ライフリングが傷んでいない銃を使えば、もっと良い精度が出る可能性がある）。
ミニエー銃を含むライフル・マスケットは、それまでの陸戦で用いられていた戦術を大きく変えてしまった。敵味方双方の装備が有効射程50ヤード足らずのマスケット銃である事を前提とした戦列歩兵がミニエー銃を装備して相対した時、双方ともそれまでとは比較にならない損害が発生する事となった。この時代の戦争を描いた映像作品、例えば南北戦争が題材の『グローリー』や、第二次シュレースヴィヒ＝ホルシュタイン戦争を描いた『1864』などでは、戦列歩兵の陣形を取った部隊が敵陣まで漫然と徒歩でにじり寄っていき、敵方のライフル・マスケットの一斉射撃に次々と薙ぎ倒されていくという、後年の第一次世界大戦や日露戦争などの映像作品における重機関銃に銃剣突撃で立ち向かう構図に類似した描写がされており、ミニエー銃が如何に殺傷能力の高い兵器であったか、そして用兵側のミニエー銃の威力に対する理解が如何に不足していたかという不条理が淡々と描き出されている事が多い。
ミニエー銃は1850年代中盤にフランスやイギリスなどに実戦配備されて以降、クリミア戦争やインド大反乱、太平天国の乱、第二次イタリア独立戦争、メキシコ出兵、普墺戦争、三国同盟戦争、太平洋戦争（1879年-1884年）など世界各地の陸戦に投入され、太平天国の乱における常勝軍のように、旧来のマスケット銃で武装した大軍団が寡兵のミニエー銃装備部隊に完膚なきまでに瓦解させられる事例がしばしば発生した。また、弾頭が回転しながら人体に食い込んでいくミニエー弾は、従来の丸玉よりも人体に対する破壊力が遥かに大きく、弾頭に塗布された動物性油脂はしばしば銃創に深刻な感染症や壊疽を発生させ、傷痍軍人の予後を大いに悪化させる要因ともなった。

## その後
ミニエー銃は他の多くのライフル・マスケットと同様に1860年代初頭には時代遅れの小銃となりつつあり、1864年にスナイドル銃に類似した構造の側方開閉後装式のタバティエール銃に改装された。スナイドル銃の側方開閉ブリーチが日本語で煙草入れ（スニフ・ボックス）を意味する莨嚢式（ろうのうしき）と呼ばれるのは、このタバティエール銃にちなんだものである。
そのタバティエール銃も普仏戦争の前には単発ボルトアクション式単発銃のシャスポー銃に置き換えられ、金属薬莢化改装のグラース銃を経て無煙火薬を用いた革新的な連発小銃（反復式小銃）、ルベルM1886小銃へと繋がっていく。ルベルM1886は管状弾倉用に開発された平頭弾頭と無煙火薬の相性が悪く、当初は弾道特性の悪化に悩まされたが、ミニエー弾以来の弾道特性のノウハウが蓄積されていたフランスでは管状弾倉でも使用に問題がなく、弾道特性も良好なルベルM1886専用の尖頭弾（Balle D弾）をすぐに開発できた事により、明治二十二年式村田連發銃のような早期退役の憂き目を免れた。

## 日本のミニエー銃
江戸幕府は幕末の元治元年（1864年）にオランダ製ライフル・マスケットを採用した。しかし当時は南北戦争が終結直後であったため、アメリカから余剰武器のエンフィールド銃が約5万丁も輸入され同時に幕軍に配備されたほか、佐幕派・倒幕派双方の諸藩も制式小銃として購入・運用した。戊辰戦争では幕軍も新政府軍も主力はエンフィールド銃で、戦跡から出てくるのはほとんどがプリチェット弾である。箱館戦争では、新政府軍の装備するスナイドル銃と連発式のスペンサー銃は全軍の5%にも満たなかった。箱館政府軍が武装解除した際に引き渡された装備の内訳は、エンフィールド銃（二ツバンド三ツバンド）1,600挺に対しスナイドル銃（元込め銃）107挺だった。
幕府は本銃の配備と同時に、イギリスから同銃の操作・運用に関する資料を輸入し、当時幕府翻訳方であった福沢諭吉に翻訳させた。この操作マニュアルは「雷銃操法」と題され、のちに『福沢全集』に収録された。
幕末に坂本龍馬がミニエー銃400丁を買い付けていろは丸に乗せて運搬中に紀州藩の船と衝突し沈没したと主張したが、近年行われたいろは丸の調査ではミニエー銃は見つかっていない。